# Ilija Belošević
Ilija Belošević (Belgrado, Serbia y Montenegro, 13 de abril de 1972) es un árbitro de baloncesto serbio de la FIBA.

## Trayectoria
Empezó a arbitrar en 1987, después de haber sido jugador con equipos como Cumbria, Jagodina y Kragujevac. Ha sido designado para diversas ediciones de la Final Four de la Euroliga, arbitrando la final en diversas ocasiones.

## Temporadas
| Categoría   | País   | Año               |
| ----------- | ------ | ----------------- |
| Liga Serbia | Serbia | 1987 - Actualidad |
| FIBA        | Mundo  | 1997 - Actualidad |
| Euroliga    | Europa | 1997 - Actualidad |